# Sabine Eckhard
Sabine Eckhard (* 1955 in Frankfurt am Main) ist eine Regisseurin und Producerin, die in Berlin lebt.

## Werdegang
Sabine Eckhard studierte Regie an der Hochschule für Fernsehen und Film in München und am Conservatoire Libre du Cinema Francais, Paris.
Für die ARD, das ZDF und Arte arbeitete sie als Regie-Assistentin (auch internationale Kinoproduktionen), Drehbuchautorin und Regisseurin, bis sie 1993 begann, für RTL Regie in der Soap Gute Zeiten, schlechte Zeiten zu führen. Anschließend drehte sie die ersten Folgen der Krimiserie Im Namen des Gesetzes. Als 1995 das Studio für die Serie „Gute Zeiten – Schlechte Zeiten“ in Babelsberg geplant wurde, wurde Eckhard zeitgleich bei Grundy Ufa Verantwortliche für alle Serien. Es folgten viele Jahre als Producerin/Produzentin u. a. bei der UFA Fernsehproduktion, Maran Filmproduktion, Polyphon Fernsehproduktion, Wiedemann & Berg Television. Seit 2011 ist sie als Dozentin, Consultant und Regisseurin (für TV-Dokumentationen) tätig.
2015/16 arbeitete sie für Constantin Entertainment CZ in Prag als Consultant/Creative Producer. Zudem unterstützt sie freiberuflich als systemischer Coach Menschen in der Karriereplanung vor dem Hintergrund ihrer eigenen, langjährigen Erfahrung in der Medienbranche.
Sabine Eckhard ist bei ProQuote Regie.

## Filmographie (Auswahl)
- 1995/1996: Im Namen des Gesetzes. [02. Staffel] (Regie)
- 1993: Im Namen des Gesetzes. [01. Staffel] (Regie)
- 1991: Copyright by Inge Morath (Regie, Drehbuch, Vorlage)
- 1989–1991: Buster’s Bedroom (Regie-Assistenz)
- 1989: Bavaria Blue (Regie-Assistenz)
- 1986/1987: Aquaplaning (Regie-Assistenz)
- 1985: Parachute (Regie)
- 1985: Edvige Scimitt. Ein Leben zwischen Liebe und Wahnsinn (Regie-Assistenz)
- 1983: American Postcard (Ton)
- 1981/1982: Die Spaziergängerin von Sans Souci (Regie-Assistenz)
- 1981/1982: Erzählt wird (Regie-Assistenz, Aufnahmeleitung)
- 1981–1983: Echtzeit (Regie-Assistenz, Aufnahmeleitung)
- 1979: Wahnsinn, das ganze Leben ist Wahnsinn (Ton)
- 1977/1978: Wenn ein Mann erst anfängt zu schlagen... dann hört er nicht wieder auf (Regie)
- 1977: § 218 und was wir dagegen haben (Regie, Drehbuch, Schnitt)